# Яків (Мартусевич)
Які́в Мартусе́вич гербу Лебідь (Якуб Мартусевич, світське ім'я Адам Мартусевич (Окела-Мартусевич), пол. Jakub (Adam) Martusiewicz herbu Łabędź; ? — 26 січня 1833) — ієрарх греко-католицької церкви, з 1826 року — архієпископ полоцький.

## Життєпис
Яків Мартусевич був світським священником, доктором богослов'я та канонічного права. Після смерті митрополита Григорія Кохановича його номіновано на єпарха Луцька й Острога. Коли владику Йосафата Булгака Апостольський престол 22 вересня 1818 року затвердив на митрополичому престолі, той висвятив Якова Мартусевича на єпископа та інтронізував як єпарха Луцька. 6 березня 1823 року став ще й адміністратором Полоцької єпархії. В 1826 році призначений архієпископом Полоцьким.